# 押川典昭
押川 典昭（おしかわ のりあき、1948年3月7日 - ）は、日本のインドネシア文学研究者。大東文化大学国際関係学部長、教授。専門は、インドネシア文学研究。

## 経歴
宮崎県児湯郡川南町生まれ。東京外国語大学インドネシア語学科卒。同大学大学院アジア第三言語研究科修士課程修了。インドネシアの作家・プラムディヤ・アナンタ・トゥールの主要著作の翻訳を手がける。2008年、『人間の大地』四部作の翻訳により読売文学賞受賞。

## 主著

### 訳書
- タン・マラカ『牢獄から牢獄へ』（鹿砦社 1979-81）
- モフタル・ルビス『果てしなき道』（めこん 1980年）
- プラムディヤ『ゲリラの家族』（めこん 1983年）
- プラムディヤ『人間の大地』（上･下）（めこん 1986年）
- プラムディヤ『すべての民族の子』（上･下）（めこん 1988年）
- ユディスティラ・ANM・マサルディ『アルジュナは愛を求める』）（めこん 1992年）
- ユディスティラ『アルジュナ、ドロップアウト』）（めこん 1995年）
- プラムディヤ『足跡』（めこん 1998年）
- ガラスの家 プラムディヤ めこん 2007

### 共著
- 『東南アジアの思想』
- 『東南アジア文学への招待』
- 『少数民族の生活と文化　21世紀の民族と国家〈第11巻〉』
- Reading Southeast Asia
- 1000 Tahun Nusantara